# Neuhaus (Aufseß)
Neuhaus (ⓘ) ist ein Gemeindeteil der Gemeinde Aufseß im Landkreis Bayreuth (Oberfranken, Bayern). Die Gemarkung Neuhaus hat eine Fläche von 7,790 km². Sie ist in 992 Flurstücke aufgeteilt, die eine durchschnittliche Flurstücksfläche von 7852,70 m² haben. Zu dem Gemeindeteil zählt die Einöde Neuhausermühle.

## Geografie
Das Pfarrdorf Neuhaus befindet sich drei Kilometer nördlich von Aufseß und liegt auf einer Höhe von 410 Metern.

## Geschichte
Die Ursprünge des Ortes liegen vermutlich in der Errichtung „Novum Castrum“ durch Otto VII von Meranien im Zeitraum von 1218 bis 1224 auf einem Felssporn westlich der heutigen St.Matthäus-Kirche. Davon sind jedoch nur noch sehr spärliche Überreste erhalten. Die erste urkundliche Erwähnung findet sich am 4. Juni 1250 im Rahmen des Schiedspruchs von Bischof Herrmann von Würzburg hinsichtlich des Erbstreites um das mit Otto VIII. ausgestorbenen Meraniergeschlechtes. Zwischen 1249 und 1390 wechselte die Herrschaft achtmal unter den Truhendingern und den jeweiligen Bischöfen von Bamberg. Am 5. August 1390 erwarb Bischof Lampert von Bamberg die Burg für das Hochstift. In der Folge wurde das Newehaus als Burghutlehen vergeben, bis es durch den Bauernkrieg 1525 und den folgenden Markgräflerkrieg seine Bedeutung verlor. Versuche von Heinrich von Aufsess im 16. Jahrhundert die Gebäude zu sanieren waren nicht von Dauer.
Durch die zu Beginn des 19. Jahrhunderts im Königreich Bayern durchgeführten Verwaltungsreformen wurde der Ort eine Ruralgemeinde. Im Zuge der Gebietsreform in Bayern wurde 1971 die Gemeinde Sachsendorf nach Neuhaus eingemeindet. Im Jahr 1978 erfolgte dann die Inkorporation der vergrößerten Gemeinde Neuhaus in die Gemeinde Aufseß.

## Baudenkmäler
- St. Matthäus (Neuhaus, Aufseß)

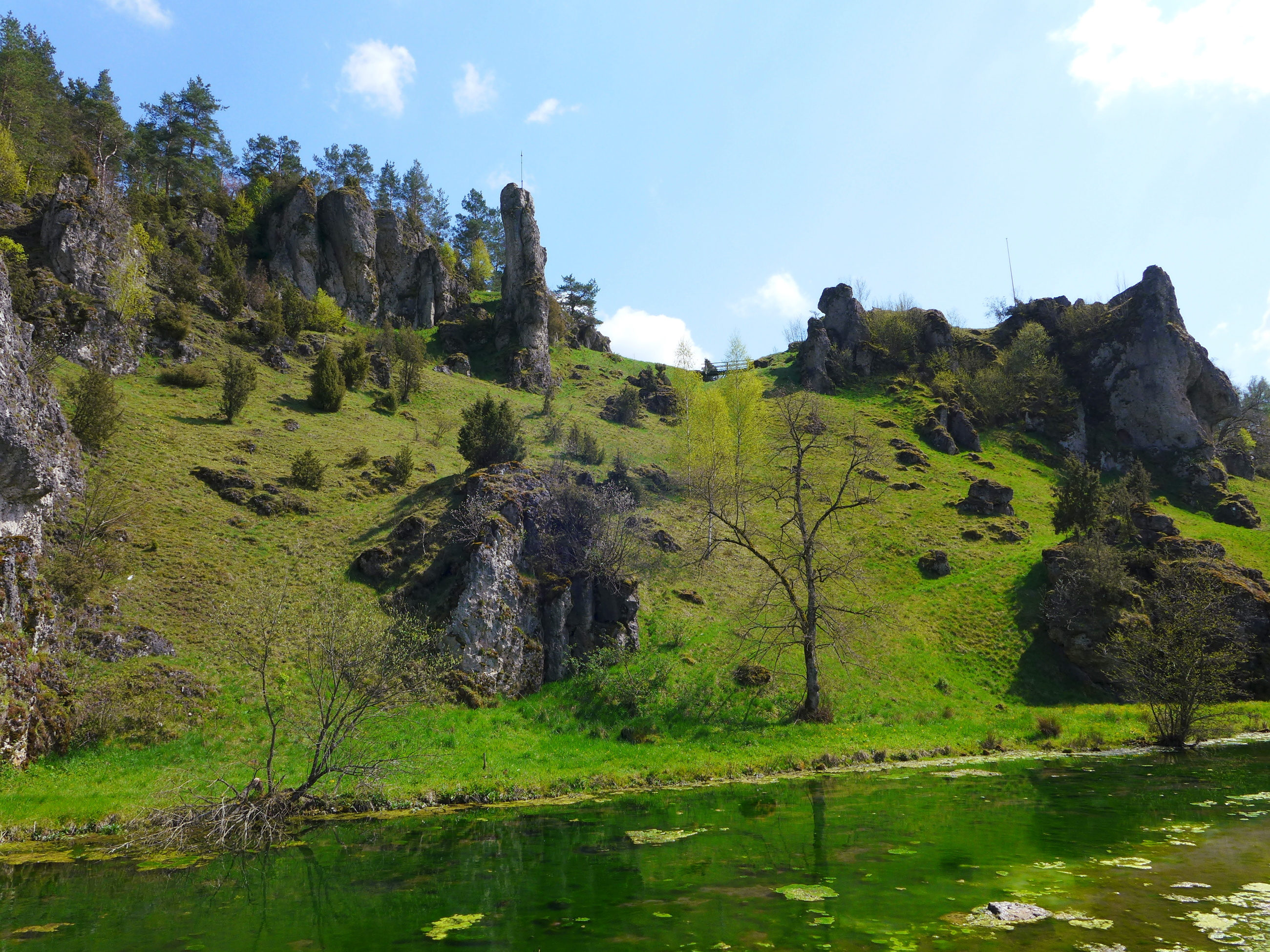
Felsformation mit „Himmlsschdeubara“
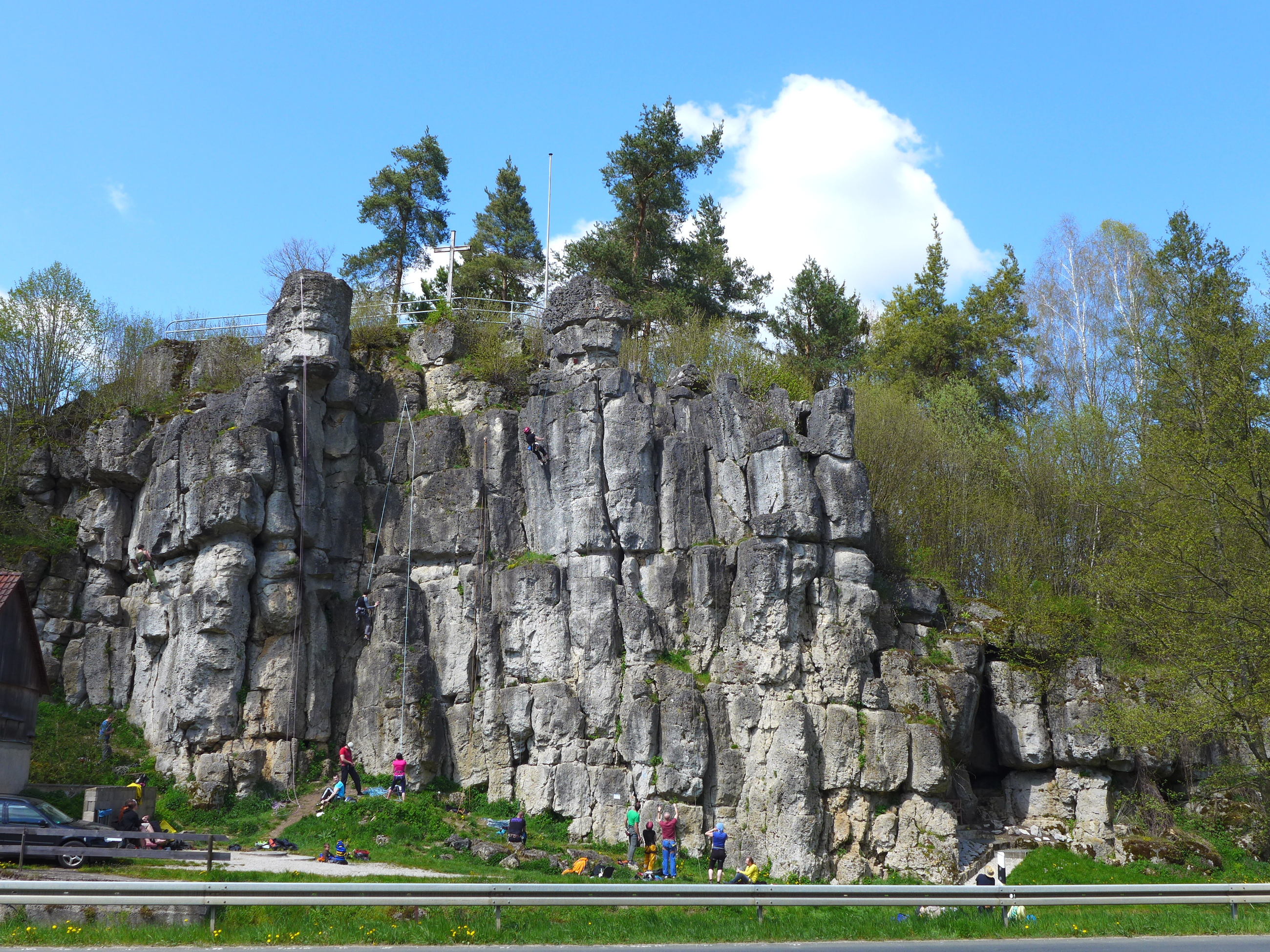
Neuhauser Wand / Taschnerfels
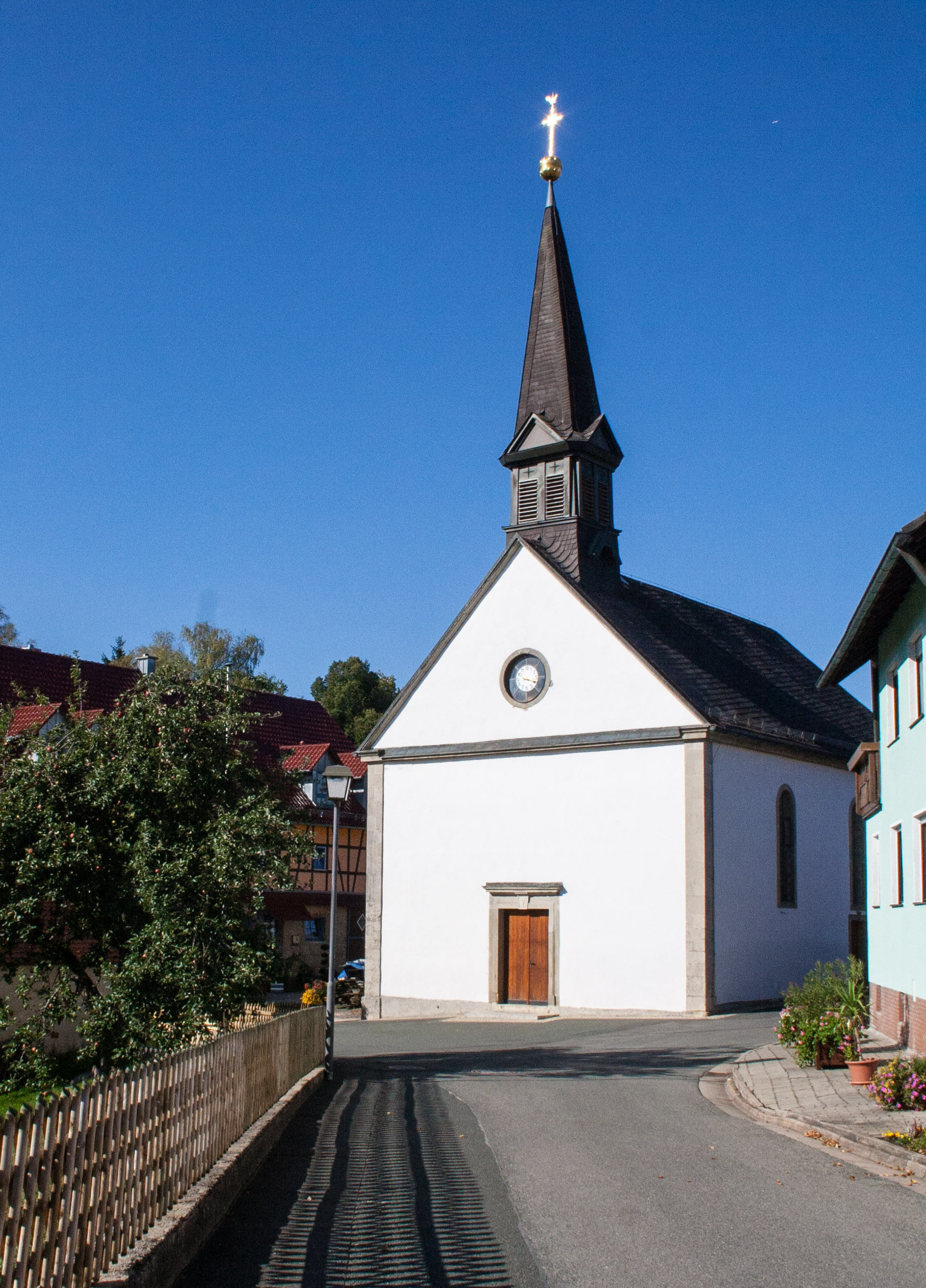
St.Matthäus

## Verkehr
Die Staatsstraße 2189 bindet Neuhaus an das öffentliche Straßennetz an, sie durchläuft den Ort von Aufseß im Süden her kommend in nordöstlicher Richtung nach Sachsendorf.